# 熊本県道185号多良木停車場線
熊本県道185号多良木停車場線（くまもとけんどう185ごう たらぎていしゃじょうせん）は、熊本県球磨郡多良木町を通る一般県道である。

## 概要
くま川鉄道湯前線 多良木駅と国道219号を結んでいる。

### 路線データ
- 起点：熊本県球磨郡多良木町大字多良木（くま川鉄道湯前線 多良木駅前）
- 終点：熊本県球磨郡多良木町大字多良木（多良木町多良木交差点、国道219号交点、宮崎県道・熊本県道143号中河間多良木線終点）

## 地理

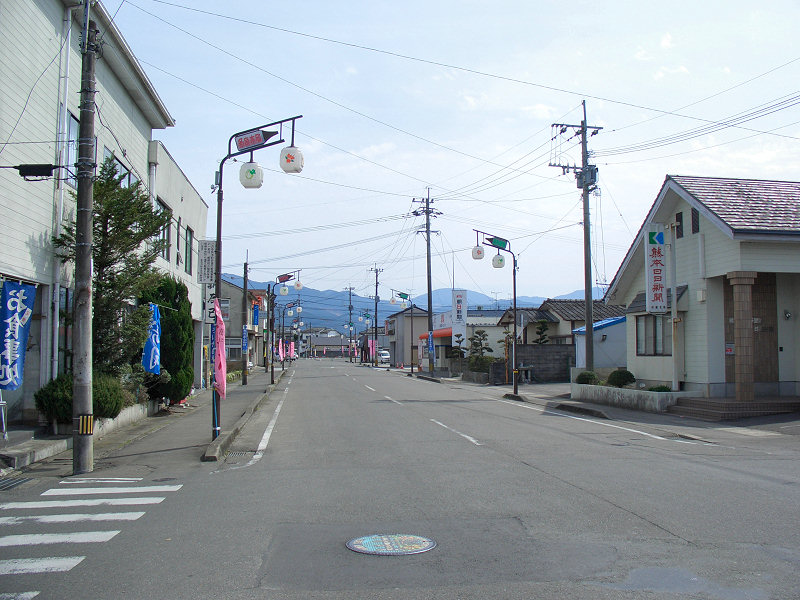
沿線風景

### 通過する自治体
- 球磨郡多良木町

### 交差する道路
| 交差する道路                                    | 交差する場所 | 交差する場所                |
| ----------------------------------------------- | ------------ | --------------------------- |
| 国道219号 宮崎県道・熊本県道143号中河間多良木線 | 大字多良木   | 多良木町多良木交差点 / 終点 |

### 交差する鉄道
- くま川鉄道湯前線

### 沿線
- くま川鉄道湯前線 多良木駅